# Wish You Were Here (Delta Goodrem)
Wish You Were Here è il terzo singolo del quarto album della cantautrice australiana Delta Goodrem, Child of the Universe (2012), distribuito in radio il 4 ottobre 2012 e pubblicato ufficialmente il 12 ottobre 2012.